# Phryxe cinerascens
Phryxe cinerascens är en tvåvingeart som beskrevs av Robineau-desvoidy 1830. Phryxe cinerascens ingår i släktet Phryxe och familjen parasitflugor.
Artens utbredningsområde är Frankrike. Inga underarter finns listade i Catalogue of Life.